# 斯盧紹維采

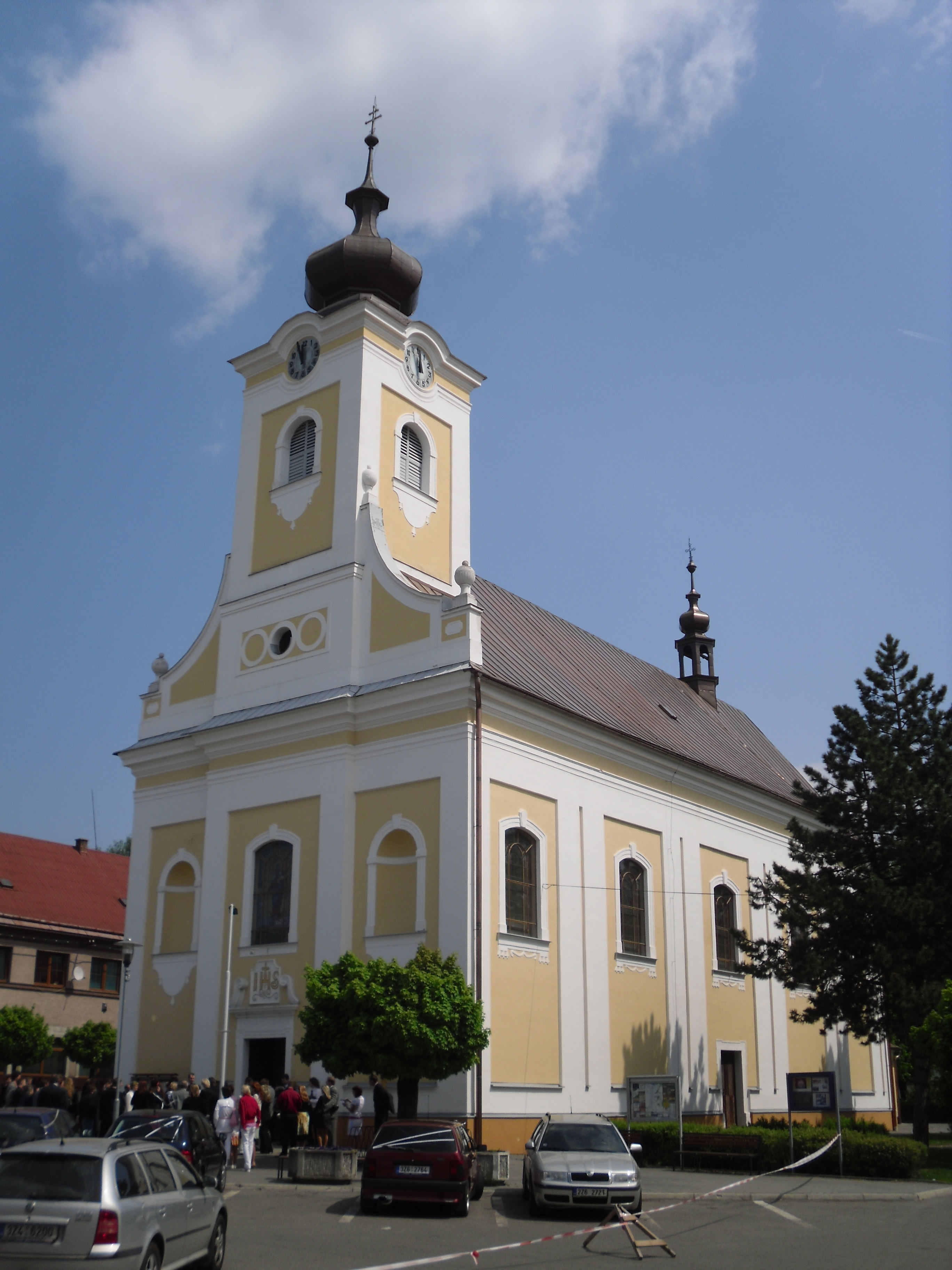

斯盧紹維采是捷克的城鎮，位於該國東部，距離首府茲林10公里，由茲林州負責管轄，面積7.14平方公里，海拔高度275米，2012年人口2,982，人口密度為每平方公里417.65人。

## 外部連結
- Official website （页面存档备份，存于） （捷克文）